# 시편 23편
시편 23편 (70인역으로는 22편)은 시편에서 가장 잘
알려진 장이고, 또한 전체 성경에서도 유명한 구절 중 하나이다.
이 시에서, 시의 작자 다윗은 하나님을 보호자와 공급자로서 표현하고 있다. 이러한 점이 있는지, 유대교에서나, 기독교에서나 많은 사람들이 이 시편을 애송하고 있다. 또한 이 시편은 주로 찬양작곡자들에 의해 수백 개의 노래로도 만들어져 있다.

## 내용
1. 여호와는 나의 목자시니 내게 부족함이 없으리로다
2. 그가 나를 푸른 풀밭에 누이시며 쉴 만한 물 가로 인도하시는도다
3. 내 영혼을 소생시키시고 자기 이름을 위하여 의의 길로 인도하시는도다
4. 내가 사망의 음침한 골짜기로 다닐지라도 해를 두려워하지 않을 것은 주께서 나와 함께 하심이라 주의 지팡이와 막대기가 나를 안위하시나이다
5. 주께서 내 원수의 목전에서 내게 상을 차려 주시고 기름을 내 머리에 부으셨으니 내 잔이 넘치나이다
6. 내 평생에 선하심과 인자하심이 반드시 나를 따르리니 내가 여호와의 집에 영원히 살리로다

### 히브리어 버전
| 절 | 히브리어 내용                                                        | 영어 번역 (JPS 1917) |
| -- | -------------------------------------------------------------------- | --- |
| 1  | מִזְמ֥וֹר לְדָוִ֑ד יְהֹוָ֥ה רֹ֝עִ֗י לֹ֣א אֶחְסָֽר׃                                         | A Psalm of David. The LORD is my shepherd; I shall not want.                                                                                     |
| 2  | בִּנְא֣וֹת דֶּ֭שֶׁא יַרְבִּיצֵ֑נִי עַל־מֵ֖י מְנֻח֣וֹת יְנַהֲלֵֽנִי׃                                | He maketh me to lie down in green pastures; He leadeth me beside the still waters.                                                               |
| 3  | נַפְשִׁ֥י יְשׁוֹבֵ֑ב יַֽנְחֵ֥נִי בְמַעְגְּלֵי־צֶ֝֗דֶק לְמַ֣עַן שְׁמֽוֹ׃                                | He restoreth my soul; He guideth me in straight paths for His name's sake.                                                                       |
| 4  | גַּ֤ם כִּֽי־אֵלֵ֨ךְ בְּגֵ֪יא צַלְמָ֡וֶת לֹא־אִ֘ירָ֤א רָ֗ע כִּי־אַתָּ֥ה עִמָּדִ֑י שִׁבְטְךָ֥ וּ֝מִשְׁעַנְתֶּ֗ךָ הֵ֣מָּה יְנַֽחֲמֻֽנִי׃ | Yea, though I walk through the valley of the shadow of death, I will fear no evil, For Thou art with me; Thy rod and Thy staff, they comfort me. |
| 5  | תַּעֲרֹ֬ךְ לְפָנַ֨י ׀ שֻׁלְחָ֗ן נֶ֥גֶד צֹרְרָ֑י דִּשַּׁ֥נְתָּ בַשֶּׁ֥מֶן רֹ֝אשִׁ֗י כּוֹסִ֥י רְוָיָֽה׃                  | Thou preparest a table before me in the presence of mine enemies; Thou hast anointed my head with oil; my cup runneth over.                      |
| 6  | אַ֤ךְ ׀ ט֤וֹב וָחֶ֣סֶד יִ֭רְדְּפוּנִי כׇּל־יְמֵ֣י חַיָּ֑י וְשַׁבְתִּ֥י בְּבֵית־יְ֝הֹוָ֗ה לְאֹ֣רֶךְ יָמִֽים׃ {פ}      | Surely goodness and mercy shall follow me all the days of my life; And I shall dwell in the house of the LORD for ever.                          |

## 사용

### 기독교 예배
개신교의 찬송가 작가인 장수철은 시편 23편을 근거로 찬송가(주는 나를 기르시는 목자)를 지었고, 이 곡은 통일찬송가에도 수록되어 있다. 또한 나운영의 구역을 바탕으로 한 '여호와는 나의 목자시니'는 이미 일반인에게도 알려져 있는 곡이기도 하다. 개신교 CCM계에서도 여러 사람들이 시편 23편에 대해 곡을 많이 썼고, 이를 토대로, 'psalm 23'이라는 음반이 발매되기도 하였다. 최근에도 이러한 추세는 계속 이루어지고 있다. 성공회에서도 23편을 포함한 시편을 사용하여 미사 때 하나님을예배한다.

## 같이 보기
- 시편
- 다윗